# Getúlio Vargas (Río Grande del Sur)
Getúlio Vargas es un municipio brasileño del estado de Río Grande del Sur.

## Datos básicos
- Su población estimada en 2003 era de 16.347 habitantes.
- Su término municipal ocupa una superficie de 286,6 km².